# Nectandra purpurea
Nectandra purpurea är en lagerväxtart som först beskrevs av Ruiz & Pav., och fick sitt nu gällande namn av Carl Christian Mez. Nectandra purpurea ingår i släktet Nectandra och familjen lagerväxter. Inga underarter finns listade i Catalogue of Life.